# Strč prst skrz krk
Strč prst skrz krk (прослухатиⓘ) — чеська та словацька скоромовка, котра перекладається як «Встроми палець крізь горло».
Це речення є відомим прикладом повноцінної фрази без голосних: ядром складу в кожному зі слів виступає складотворчий плавний приголосний [r̥].
В обох мовах є не лише довші слова без голосних (наприклад, scvrnkls, окрім цього існують іще довші штучно створені слова), а й набагато довші речення, складені з таких слів.